# Champagne Mailly Grand Cru
La Société de Producteurs de Mailly-Champagne est fondée en 1929 par une poignée de vignerons. Ils décident d’élaborer des vins à partir des seuls raisins de leur village classé grand cru : Mailly-Champagne.

## Historique
En 1923, la crise économique sévit déjà et les vignerons se retrouvent avec des surplus de raisins que les maisons de champagne ne sont pas en mesure d’acheter. Pour faire face à cette situation, 10 vignerons, tous exploitants à Mailly-Champagne, décident de se réunir pour presser en commun leur raisins, vinifier et vendre leur vins clairs aux maisons de champagne.
En 1929, ils sont rejoints par 14 viticulteurs de Mailly et créent la Société de producteurs de Mailly-Champagne.
Ensemble, ils construisent un bâtiment destiné à abriter le pressoir de marque Marmonier acheté en commun et à stocker en cuves les vins de la prochaine vendange.
La coopérative continue dans un premier temps à uniquement vinifier. Rapidement elle fait face à un boycott des membres du Syndicat du commerce des vins de Champagne et, de 1929 à 1931, les vins ne trouvent pas acquéreurs .
Faute de pouvoir vendre leurs vins, ils décident donc de les champagniser et de les commercialiser directement. Sans aucun soutien financier, ils louent du matériel et avec des bouteilles de récupération procèdent au premier tirage. Ils réussissent à produire 3 600 bouteilles.
Il faudra encore attendre 18 mois sans aucune entrée d’argent avant de trouver le premier client. Il s’agit d’un négociant de Bordeaux qui souhaite étoffer sa gamme avec un champagne de bonne qualité mais bon marché. Convaincu, il achète toute la production.
Une fois le chèque encaissé, les coopérateurs décident de réinvestir immédiatement l’argent dans l’achat d’un lot de 50 000 bouteilles qui permettra un deuxième tirage. Ils se trouvent alors confrontés à un problème de stockage.
Gabriel Simon, président fondateur, ancien officier du génie, a creusé des tranchées pendant la guerre de 1914–1918 et décide alors « d’utiliser pour la paix ce qui avait été fait pour la guerre ». Dès l’hiver 1931-1932, les adhérents empoignent pelles et pioches et creusent un escalier de 77 marches qui descend à 15 mètres de profondeur et un premier caveau de 15 mètres. Pendant les trente années qui vont suivre, les adhérents continueront de creuser tous les hivers pour créer un kilomètre de caves qui abritent toujours les bouteilles de la société. Chaque adhérent a participé à la création de ces caves en fonction de l’étendue de ses vignes (10 jours de travail par an pour un hectare).
En 1939, alors que la Seconde Guerre mondiale éclate, la société a bien progressé et le stock est de 800 000 bouteilles. Il ne sera plus que de 80 000 à la fin de la guerre.
La priorité est alors donnée à la reconstitution des réserves, de nouveaux producteurs adhèrent et les surfaces de production augmentent.
En 1950, les adhérents construisent et autofinancent un nouveau bâtiment. Les années qui suivent vont voir le développement commercial de la société.
En 1970, les bâtiments sont agrandis pour répondre à une demande commerciale en forte croissance.
En 2000, la société lance la gamme les artistiques.
En 2001, 2002 et 2007, la société collabore avec l’architecte Giovanni Pace pour la construction de nouveaux bâtiments destinés aux bureaux, à l’accueil des clients et à l’extension et la modernisation de la cuverie,.
En 2020, la société représente 80 coopérateurs, 72 ha de vignes uniquement à Mailly-Champagne, 500 000 bouteilles vendues par an, 60 % d’export, 40 % de vente en France,.

Les débuts de la coopérative
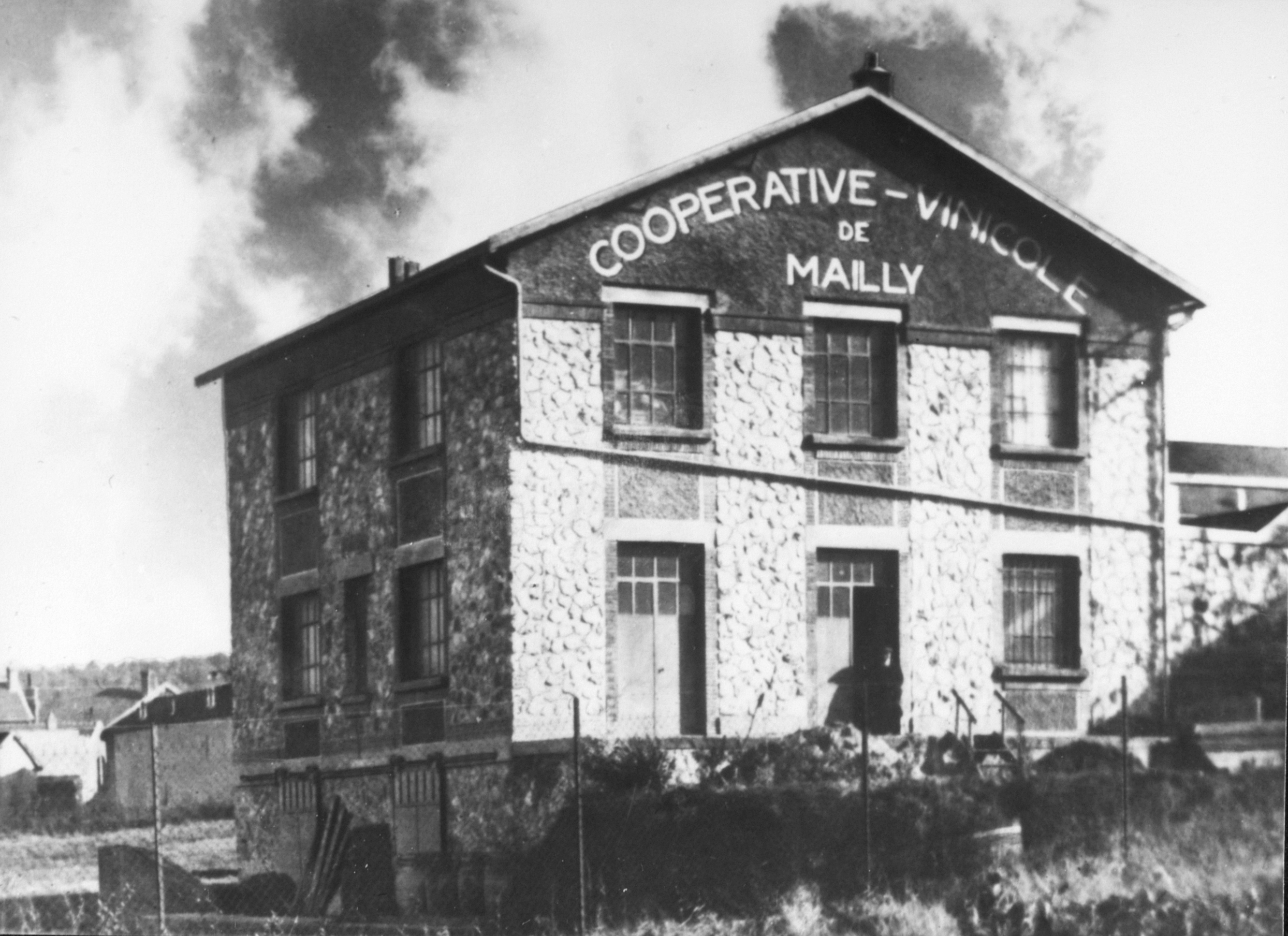
Premier bâtiment en 1932.
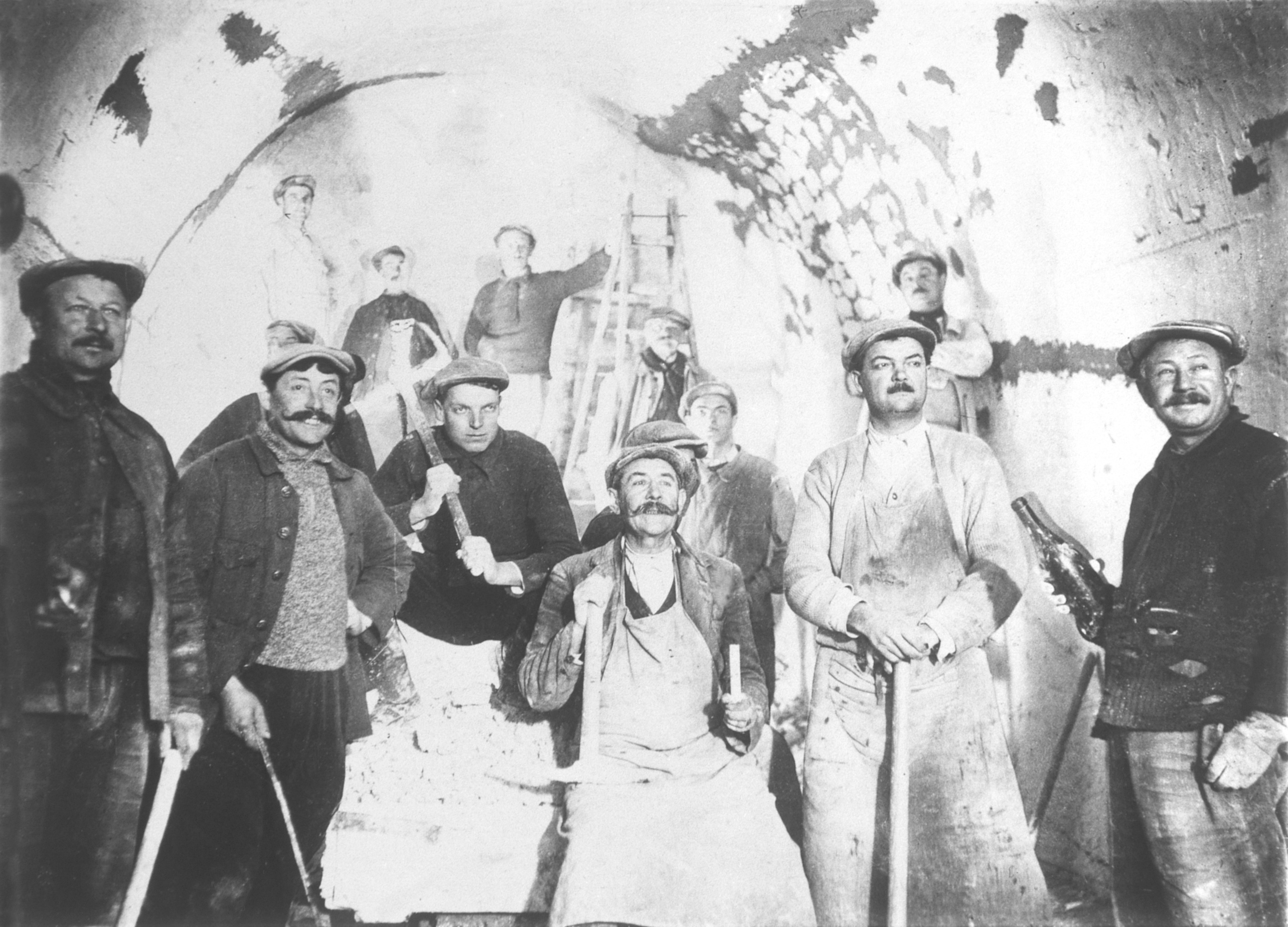
Construction des chais en 1932.
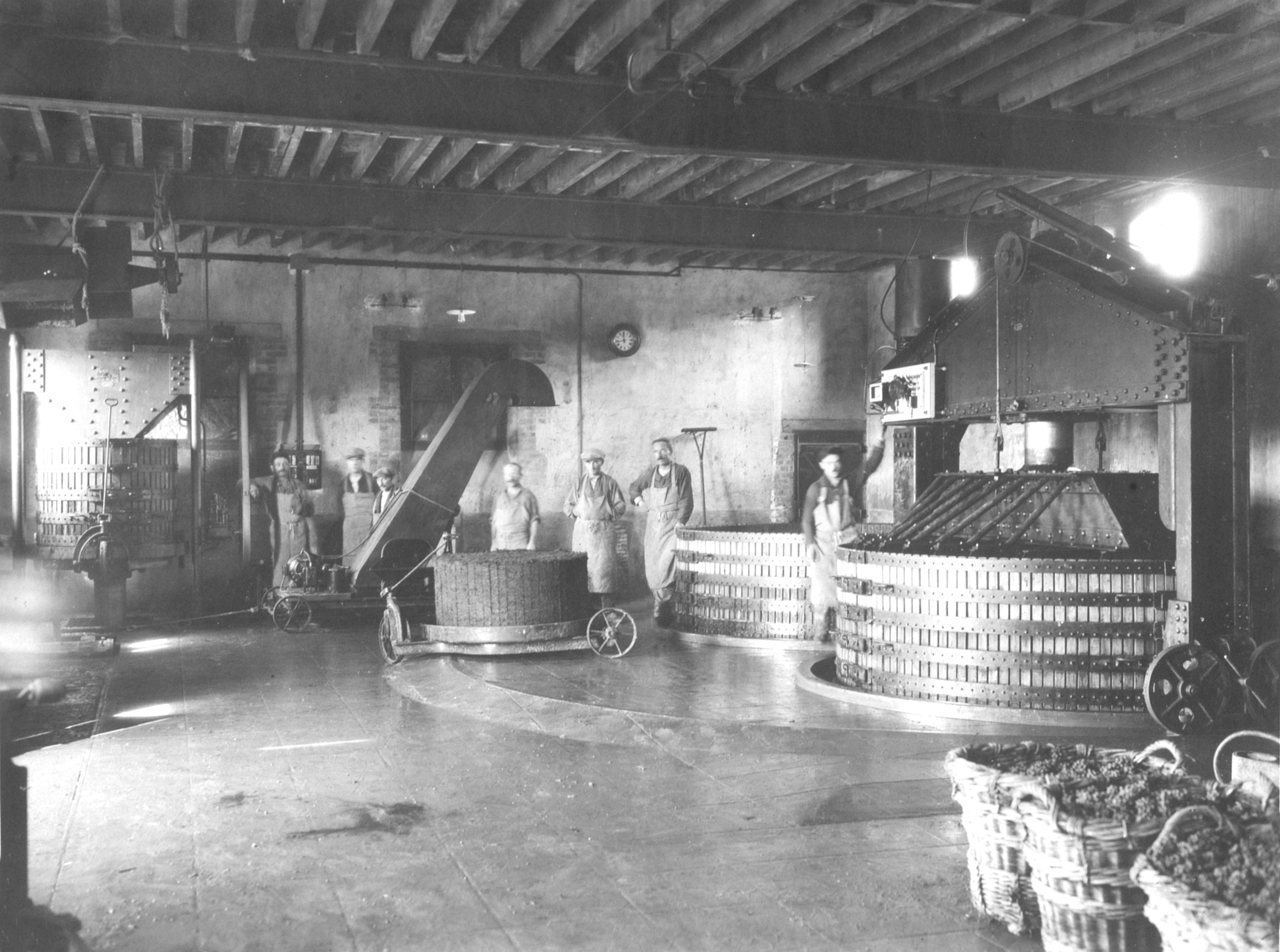
Pressoir en 1929.

## Terroir
Mailly-Champagne est située sur le flanc nord de la montagne de Reims à 13 km au sud de Reims.
Le village est classé Grand Cru en 1920.
La qualité de ses raisins provient de la craie de son sous-sol, parfait régulateur thermique et hydrique, et de la déclivité de ses coteaux qui permet un ensoleillement optimal.
Aujourd’hui, seuls 17 villages sur les 319 que compte la Champagne viticole produisent des raisins Grand Cru.
La superficie totale de Mailly-Champagne est de 288 hectares, répartis sur 35 lieux dit et divisés en 600 parcelles. C’est une topographie ouverte et (mis à part une fracture géologique à l’entrée du village) des pentes douces, un sous-sol de craie, tous les types d’orientations dont 60 % au nord et à l’ouest et une majorité de pinot noir.
Champagne Mailly Grand Cru, à travers ses 80 adhérents, gèrent 72 des 288 hectares.
Le vignoble est reparti sur les 35 lieux dits. L’encépagement est de 75 % pinot noir et de 25 % chardonnay.

### Pratiques viticoles
Mailly Grand Cru s’est engagé depuis 2014 avec ses vignerons dans un projet qui vise à mettre en place une viticulture durable plus respectueuse de l’environnement et de la protection de la ressource en eau. Les pratiques viticoles sont aujourd’hui évaluées et reconnues au travers d’une double certification : Viticulture durable en Champagne (VDC : référentiel privé élaboré par la profession champenoise) et Haute Valeur Environnementale (HVE : référentiel public national issu du Grenelle de l’environnement).
En février 2018, grâce à cette démarche, le champagne Mailly Grand Cru est devenu la première coopérative de Champagne ayant obtenu une certification collective VDC/HVE et la troisième coopérative de France ayant obtenu une certification collective HVE.
En mars 2020, 87 % des surfaces du vignoble du domaine (72 hectares) ont été certifiées par le biais du groupe collectif,.
En mars 2021, Champagne Mailly Grand Cru devient la première coopérative en Champagne à être certifiée HVE à 100 %.

## Vinification
Champagne Mailly Grand Cru ne vinifie que des raisins apportés par ses coopérateurs et provenant du village de Mailly.
En prolongement du travail effectué dans les vignes la cave se dote dans les années 2000 d’un matériel de vinification. Ils achètent de petites cuves permettant de réaliser des vinifications parcellaires, une méthode qui permet une très grande précision et plus de finesse, augmentent le parc de barriques, étendent la surface de la cuverie, changent la ligne de dégorgement et renouvellent le groupe de froid.
L’accent est mis sur la vinification parcellaire permettant de réaliser des assemblages plus pointus. Cette orientation trouve sa concrétisation en 2017 avec le lancement de la gamme des « compositions parcellaires »,.
La chef de cave s’appuie aussi sur une large sélection de vins de réserve (plus de 10 ans) pour avoir une palette de vins plus large et plus profonde pour les assemblages.

## Collaborations artistiques

### Architecture
Au début des années 2000 la cave valide un projet d’extension des bâtiments techniques, de rénovation des bureaux, de création d’un lieu de vente et de l’aménagement d’un étage destiné à l’accueil des professionnels.
À la suite d’un concours d’architecte, c’est le projet de Giovanni Pace, qui est retenu,.
L’entrée de la société est ornée d’un ouvrage de ferronnerie qui est devenu un élément clé de la communication de l’entreprise. Composé de feuilles de vigne aléatoirement dorées à l’or fin et reliées entre elles par de fins sarments il a été réalisé par les établissements Mazingue (Ferronniers d’art basé à Saint-Brice-Courcelles, travaillant aussi pour les monuments historiques).
En 2007, Giovanni Pace intervient de nouveau pour la réalisation d’une nouvelle cuverie et d’un nouveau chai.

### Collection les artistiques
En 1986, à la demande du département de la Marne, Bernard Pages installe sa sculpture la Terre sur le territoire de la commune de Mailly-Champagne.
En 2000, Bernard Pages cherche un lieu pour une création « in situ » , chez Champagne Mailly Grand Cru le directeur et le directeur commercial sont férus d’art contemporain et acceptent de travailler avec lui. La cave accueille l’exposition de Bernard Pages et pour que celle-ci ne tombe pas dans l’oubli, l’artiste réalise pour elle une boite métallique sur le thème de la Terre. La collection les artistiques voit le jour. Elle symbolise l’association entre un artiste contemporain et un grand millésime à Mailly,,.
En 2005, la société collabore avec Florence Valay sur le thème du Feu,.
En 2010, la société collabore avec Claude Viallat sur le thème de l'Air,.
En 2015, la société collabore avec Xavier Coulmier sur le thème de L’O de Mailly,,.
En 2020, la société collabore avec Charles Neubach sur le thème de la Nature,,

Collection Les artistiques
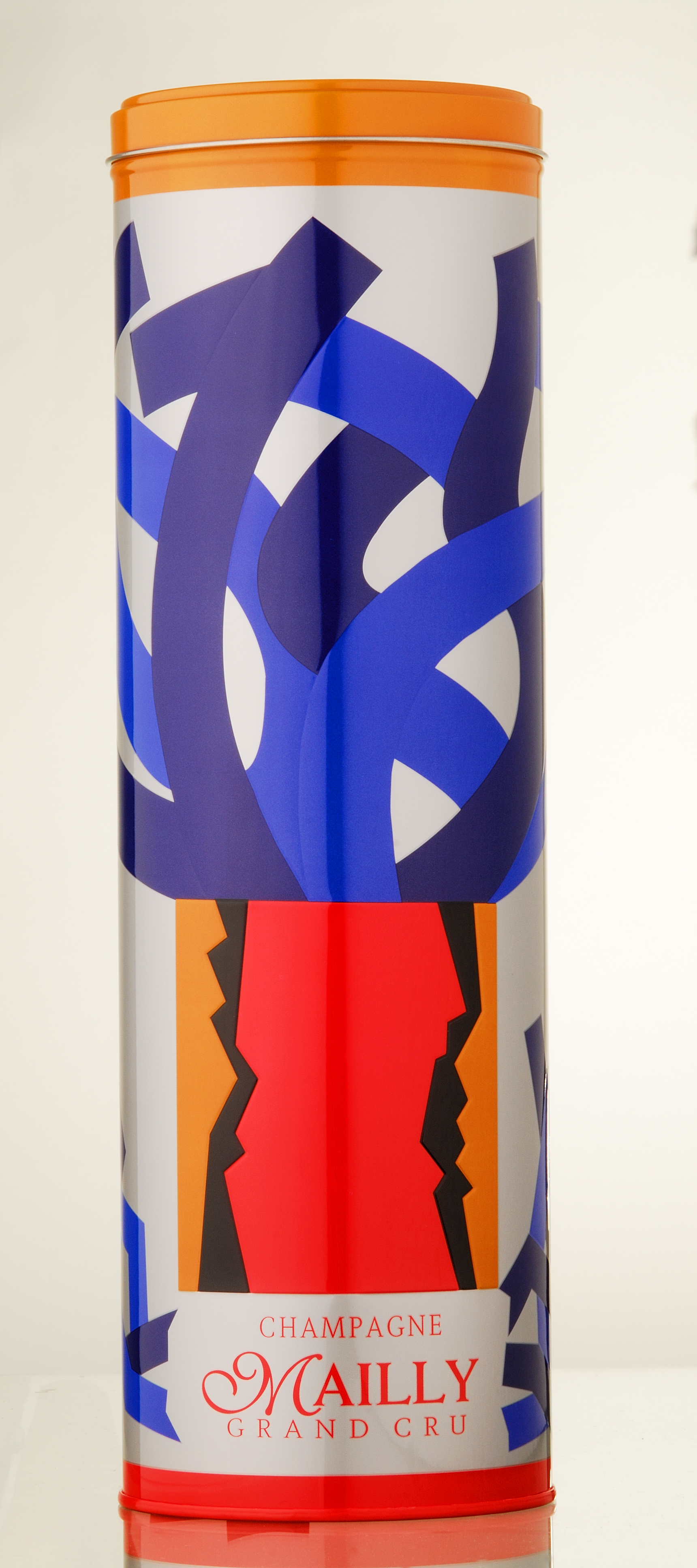
La Terre
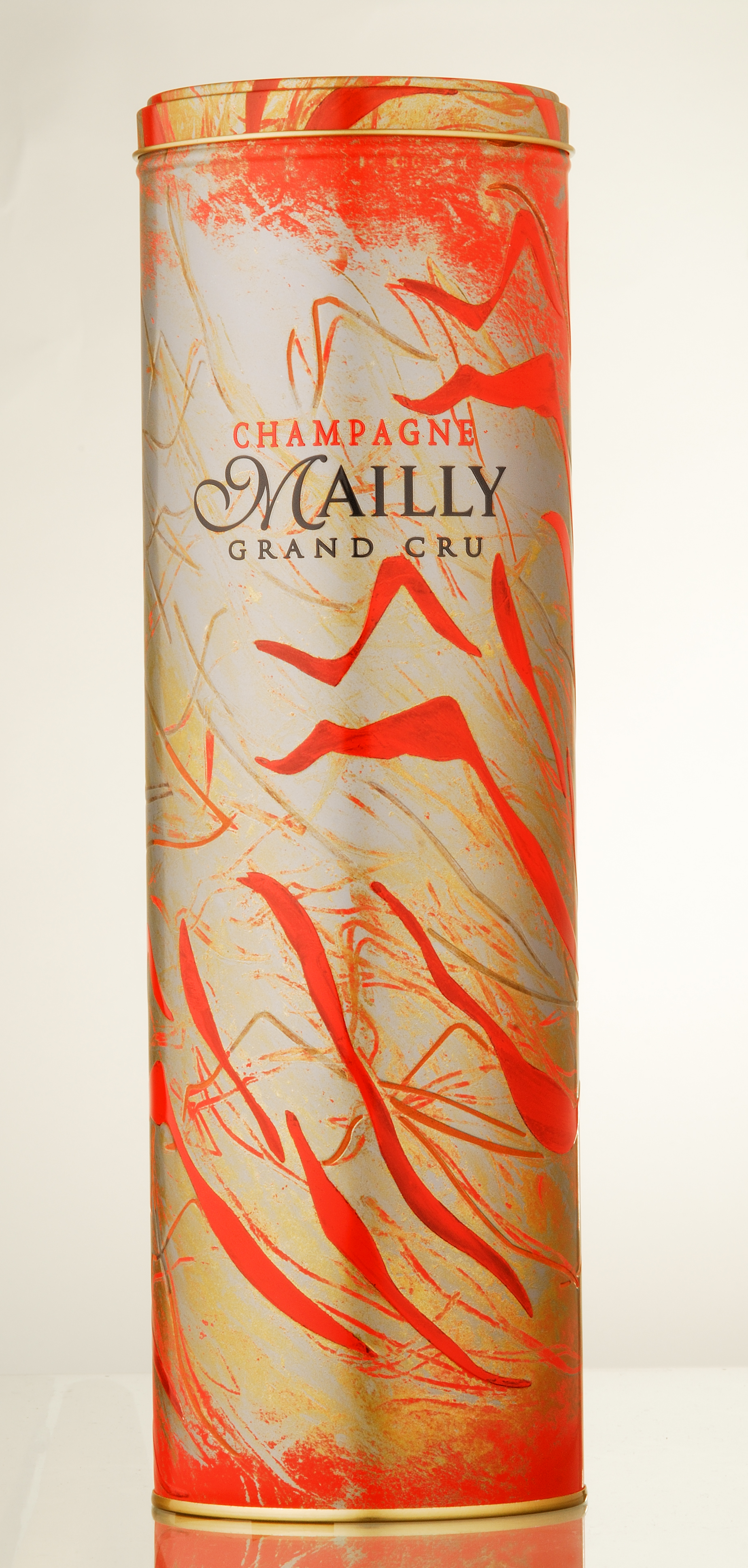
Le Feu
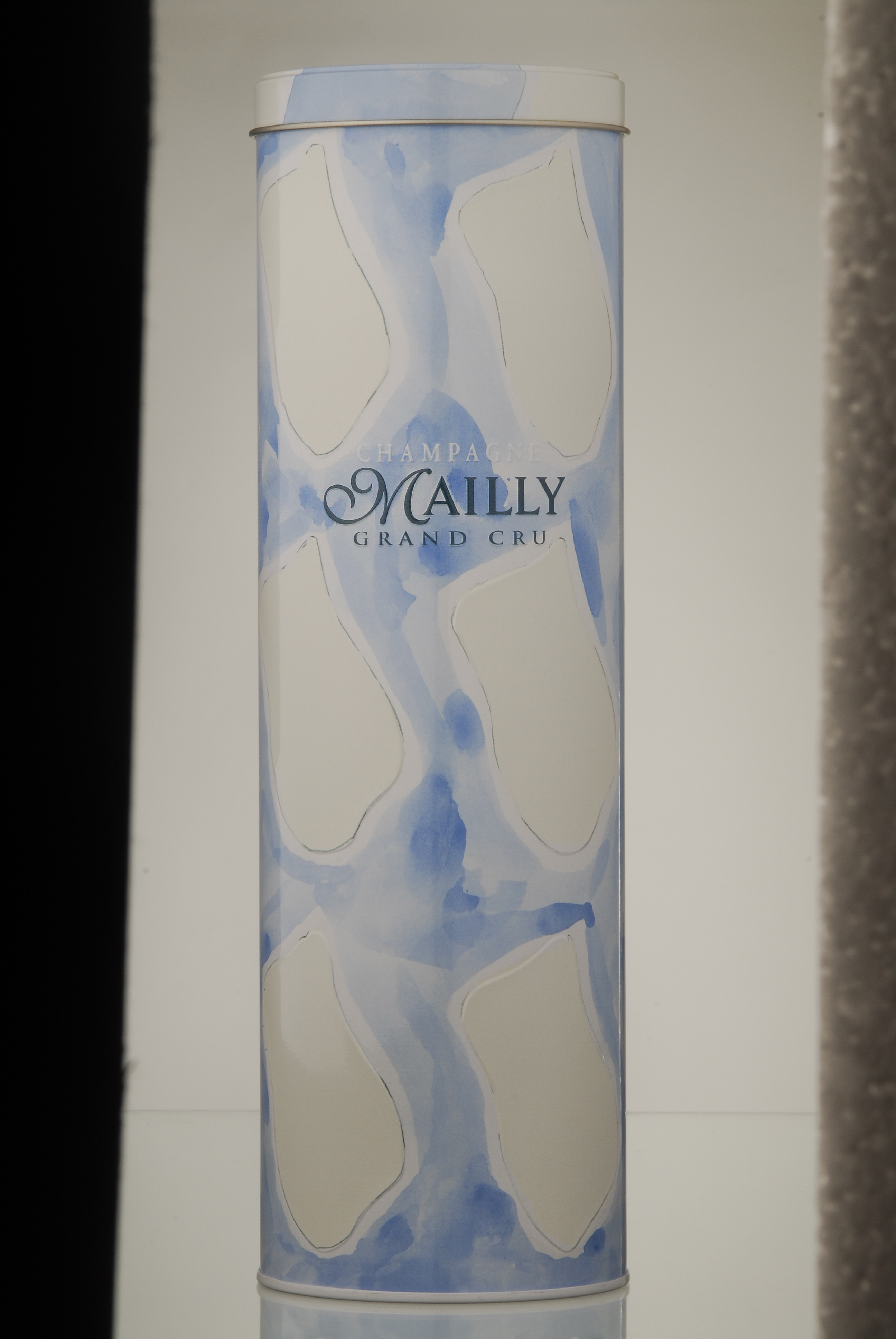
L'Air